# Wonderful Radio London

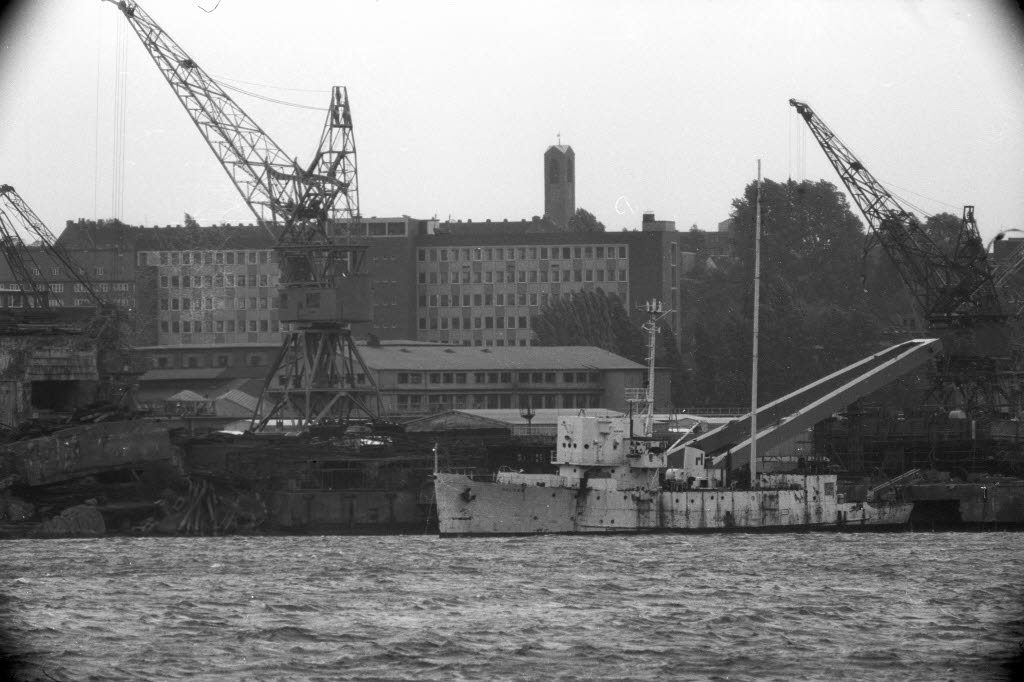
Die Galaxy in Kiel, 1975

Wonderful Radio London (Big L) war neben Radio Caroline der erfolgreichste Piratensender, der Mitte der 1960er Jahre im Vereinigten Königreich zum Image der „Swinging Sixties“ beitrug.
Wie viele anderen Piratensender sendete Big L ab 1964 von einem Schiff, dem ehemaligen US-amerikanischen Minensucher der Admirable-Klasse Galaxy (früherer Name USS Density), in der Nordsee außerhalb der britischen Drei-Meilen-Zone (offshore-radio). Big L wurde besonders von jungen Leuten gehört, bedingt durch die moderne Musik, die gespielt wurde. Der Einsatz von Jingles und die lockere Art der Moderation waren weitere Erfolgsfaktoren. Zu den Moderatoren gehörten Kenny Everett, Tony Blackburn und John Peel.
Mit dem Marine Offences Act konnte die britische Regierung den Betrieb der Offshore-Radiostationen nicht verbieten, da sich diese in internationalen Gewässern befanden. Allerdings machte sich jeder britische Bürger, der die Stationen unterstützte, strafbar; sei es durch Versorgung, oder insbesondere durch Werbeaufträge. Durch ein 1967 von der britischen Regierung erlassenes Gesetz zum Verbot von Piratensendern kam für Wonderful Radio London das Aus. John Peels „Final Perfumed Garden“-Show vom 14. August 1967 dokumentiert die letzte Nacht von Big L. Das Schiff wurde zunächst nach Hamburg und dann nach Kiel geschleppt. 1979 sank es dort vermutlich aus Altersgründen. 1986 wurde das Wrack gehoben und verschrottet.
Mittlerweile gibt es wieder einen Radiosender namens Big L. Dieser ist auch als Live-Stream über Internet zu empfangen. Die jetzigen Betreiber stehen jedoch in keinem Bezug zu der legendären Offshore-Station Big L.
Umfangreiches Informationsmaterial über die Offshore-Station beinhaltet die Webseite von Radio London, auf der Jingles sowie wöchentlich die komplette Fab 40 zwischen 1965 und 1967 abrufbar sind.